# Telenomus antennalis
Telenomus antennalis is een vliesvleugelig insect uit de familie van de Scelionidae. De wetenschappelijke naam van de soort is voor het eerst geldig gepubliceerd in 1973 door Kozlov.